# Marilu Guimarães
Marilu Segatto Guimarães (Campo Grande, 15 de outubro de 1951) é uma política brasileira filiada ao Movimento Democrático Brasileiro (MDB).
Em 1970 ingressou no curso de educação física na Universidade Federal de Mato Grosso, concluindo-o em 1974. No período, entre 1970 e 1972 frequentou o curso de direito na Universidade Católica de Mato Grosso.
Ex-deputada estadual (1987-1989), foi vice-prefeita de Campo Grande (1989 - 1991). Integrante do Movimento Democrático Brasileiro (MDB), pertence às bancadas meio ambiente, feminina e atua com a bancada da saúde em seu segundo mandato de deputada federal (1991 - 1999) .
Define-se como uma parlamentar social-democrata. É adepta da economia de mercado, votou a favor da quebra dos monopólios do petróleo e das telecomunicações. Apoiou a reeleição e disse sim ao texto base da reforma da previdência social.
Foi Presidente da CPI que investigou a Exploração e Prostituição Infantil em 1993 na Câmara dos Deputados.